# Kugiejewo (Tatarstan)
Kugiejewo (ros. Кугеево) – wieś (sieło) w Rosji, w Tatarstanie, w rejonie zielenodolskim. W 2010 liczyła 412 mieszkańców.